# Dương Minh Ngọc
Dương Minh Ngọc là sĩ quan Công an nhân dân Việt Nam, hàm Thượng tá. Ông từng được Nhà nước Việt Nam phong tặng danh hiệu Anh hùng lực lượng vũ trang nhân dân. Ông cùng với Lý Đại Bàng là hai trinh sát Săn bắt cướp (viết tắt SBC) nổi tiếng của Công an thành phố Hồ Chí Minh, được mệnh danh là "Phượng hoàng trên đường phố". Ông từng giữ chức trưởng Phòng cảnh sát hình sự Công an Thành phố Hồ Chí Minh. Tháng 5 năm 2003, ông bị xử 6 năm tù về hai tội: nhận hối lộ và lợi dụng chức vụ quyền hạn trong khi thi hành công vụ trong Vụ án Năm Cam.

## Xuất thân
Ông sinh ra trong một gia đình có truyền thống cách mạng. Mẹ ông là bà Phan Thị An, sinh năm 1921, đảng viên Đảng Cộng sản Việt Nam lão thành, cán bộ ngành giáo dục. Cha ông đã mất.

## Sự nghiệp
Ông vào ngành công an từ năm 1975 sau khi tốt nghiệp tú tài (hệ 12/12) và công tác tại Phòng Cảnh sát hình sự, Công an Sài Gòn Gia Định.
Những năm đầu sau ngày chế độ Sài Gòn sụp đổ, tình hình an ninh trật tự Sài Gòn rất hỗn loạn với nhiều băng trộm cướp hoành hành. Chỉ trong hơn ba năm (1975-1978), toàn thành phố xảy ra 45.000 vụ phạm pháp hình sự, trong đó có tới gần 1.400 vụ cướp, trung bình cứ 40 phút lại có một vụ án. Đã có tới gần 170 người bị bắn chết, gần 200 người bị thương.
Tháng 3 năm 1978, Đội SBC (viết tắt của "Săn Bắt Cướp") thuộc Phòng Cảnh sát hình sự Công an Thành phố Hồ Chí Minh được thành lập. Dương Minh Ngọc được trung tá Trịnh Thanh Thiệp (sinh năm 1930, nay là Thiếu tướng) tuyển chọn làm trinh sát của Đội SBC qua nhiều phần thi như võ thuật, bắn súng, lái xe. Cùng đợt được tuyển chọn vào đội SBC với ông còn có 57 người khác, trong đó có Lý Đại Bàng.
Chỉ 7 năm kể từ khi vào ngành công an, ông được phong tặng danh hiệu Anh hùng Lực lượng vũ trang nhân dân và được thưởng nhiều huân chương, bằng khen của Thủ tướng Chính phủ cũng như của Bộ Công an Việt Nam. Ông được mệnh danh là "Phượng hoàng trên đường phố" nhờ chiến tích săn bắt cướp huyền thoại của mình.

## Bị giam tù
Ngày 16 tháng 5 năm 2002, ông bị khởi tố bắt giam vì có liên quan trong vụ án Năm Cam.
Tháng 7 năm 2002, ông bị Bộ Công an Việt Nam tước danh hiệu Công an nhân dân Việt Nam, bị Công an thành phố Hồ Chí Minh khai trừ ra khỏi Đảng Cộng sản Việt Nam.
Ngày 5 tháng 5 năm 2003, tại Tòa án nhân dân Thành phố Hồ Chí Minh, ông bị tuyên án bản án 6 năm tù về hai tội: nhận hối lộ và lợi dụng chức vụ quyền hạn trong khi thi hành công vụ trong Vụ án Năm Cam (phiên tòa sơ thẩm). Ông thừa nhận trước tòa rằng ông có nhận tiền hối lộ của Năm Cam dưới nhiều hình thức (phong bì, ăn nhậu). Ông cũng đã góp vốn 300 triệu đồng vào 3 nhà hàng của Năm Cam (Trương Văn Cam) để chia lãi hàng tháng là nhà hàng Cánh Buồm (ở 127 Pasteur quận 3), nhà hàng Ra Khơi (số 5 công trường Mê Linh quận 1), và nhà hàng Thanh Vy (146 Nguyễn Văn Trỗi, quận Phú Nhuận). Viện kiểm sát nhân dân tối cao cũng cáo buộc Dương Minh Ngọc chạy tội cho Tạ Đắc Lung, đối tượng côn đồ nguy hiểm, chuyên gia cờ bạc bịp, đàn em của Năm Cam, tiếp nhận Tạ Đắc Lung ra đầu thú và di lý hồ sơ từ Công an thành phố Hồ Chí Minh sang Công an tỉnh Đồng Nai.
Phiên tòa phúc thẩm ngày 31 tháng 10 năm 2003, ông bị hội đồng xét xử phúc thẩm, tòa phúc thẩm Tòa án nhân dân tối cao tuyên y án sơ thẩm 6 năm tù về hai tội: nhận hối lộ và lợi dụng chức vụ quyền hạn (trong đó có án 3 năm tù tội "Nhận hối lộ").
Đầu tháng 2 năm 2005, trước Tết Ất Dậu, ông được đặc xá ra tù trước thời hạn cùng với hai đồng phạm bị kết án tù trong vụ án Năm Cam là Bùi Quốc Huy (nguyên Thiếu tướng, Thứ trưởng Bộ Công an Việt Nam) và Nguyễn Thập Nhất (nguyên Trưởng phòng Kiểm sát giam giữ cải tạo Viện kiểm sát nhân dân thành phố Hà Nội).

## Gia đình
Ông có một vợ và hai con. Hai con tên Phượng và Ti.